# 다제내성 결핵
다제내성 결핵(多劑耐性結核, MDR-TB)은 가장 강력한 결핵 치료제로서 1차 약제로 쓰이는 이소니아지드(Isoniazid, INH)와 리팜피신(Rifampicin, RMP)에 내성을 지니고 있는 결핵을 말한다. 단, 다른 항결핵제의 조합에 내성이 있다고 하더라도 이소니아지드와 리팜피신에 대한 내성이 없으면 다제내성 결핵으로 분류되지 않는다.
다제내성 결핵은 모든 약에 듣는 결핵을 치료하는 도중 항생제의 투입이 중단되거나 체내의 약의 수준이 세균의 100%를 죽이기에 충분하지 않을 때에 생겨난다. 그 이유로는 여러 가지가 있다. 환자들은 병세가 호전되었다고 생각하고 항생제의 투입을 중단할 수 있으며, 제공되던 약이 떨어지거나 희귀해질 수 있고, 환자가 가끔 약 먹는 것을 잊을 수 있다. 다제내성 결핵은 약에 감수성이 있는 결핵과 같은 방법으로 사람에서 사람으로 전파된다.

## 감염 역학
다제내성 결핵은 결핵 치료 중 가장 흔하게 발생하며, 주로 의사의 부적합한 치료나 환자의 약 복용 누락과 치료 중단이 이유가 된다. 다제내성 결핵은 많은 경우 전염성이 적으며, 면역력이 약화된 사람들이 쉽게 걸린다.

## 같이 보기
- 광범위 약제내성 결핵